# Julia Glushko
Julia Glushko (Donetsk, 1 de janeiro de 1990) é uma ex-tenista profissional israelita. Conquistou 11 títulos de simples e 14 de duplas no circuito feminino da ITF. Em 23/06/2014, chegou a seu melhor ranking de simples, o de número 79 do mundo. Em 04/11/2013, atingiu o melhor de duplas, em 109ª.

## Vida pessoal e início
Glushko nasceu em Donetsk, União Soviética, e é descendente de judeus. Começou a jogar tênis aos quatro anos. Seus pais são intrutores nesse esporte. Julia e sua família se mudou para Israel quando ela tinha 9 anos. Vive em Modi'in-Maccabim-Re'ut.

## Aposentadoria
Em dezembro de 2019, aos 29 anos, anunciou que se retiraria do tênis profissional. Seu último jogo foi em setembro do mesmo ano, pelo ITF de Meitar, onde perdeu, ao lado da irmã Lina Glushko, para Lou Brouleau/Myrtille Georges nas quartas de final.

## Finais pelo circuito WTA 125K

### Simples: 1 (1 vice)
| Status | Ano  | Torneio                    | Piso | Oponente     | Resultado     |
| ------ | ---- | -------------------------- | ---- | ------------ | ------------- |
| Vice   | 2015 | Dalian Women's Tennis Open | duro | Zheng Saisai | 6–2, 1–6, 5–7 |

### Duplas: 5 (2 vices)
| Status | Ano  | Torneio                              | Piso | Parceira                | Oponentes                            | Resultado        |
| ------ | ---- | ------------------------------------ | ---- | ----------------------- | ------------------------------------ | ---------------- |
| Vice   | 2017 | Biyuan Zhengzhou Women's Tennis Open | duro | Jacqueline Cako         | Han Xinyun Zhu Lin                   | 5–7, 1–6         |
| Vice   | 2012 | Royal Indian Open                    | duro | Noppawan Lertcheewakarn | Nina Bratchikova Oksana Kalashnikova | 0–6, 6–4, [6–10] |

## Finais pelo circuito ITF

### Simples/Singulares: 14 (11–3)
| Legenda           |
| ----------------- |
| $100,000 torneios |
| $75,000 torneios  |
| $50,000 torneios  |
| $25,000 torneios  |
| $10,000 torneios  |

| Finais pela superfície |
| ---------------------- |
| Duro (8–2)             |
| Terra Batida (4–1)     |
| Grama (0–0)            |
| Carpete (0–0)          |

| Resultado   | Número | Data                   | Torneio                                                    | Superfície   | Oponente                 | Resultado (jogos)  |
| Campeã      | 1.     | 11 de novembro de 2007 | Mallorca, Espanha                                          | Terra Batida | Diana Buzean             | 6–0, 6–0           |
| Campeã      | 2.     | 30 de maio de 2010     | Ra'anana, Israel                                           | Duro         | Keren Shlomo             | 6–1, 6–3           |
| Campeã      | 3.     | 24 de outubro de 2010  | Akko, Israel                                               | Duro         | Julia Kimmelmann         | 6–2, 6–2           |
| Campeã      | 4.     | 7 de novembro de 2010  | Kalgoorlie, Austrália                                      | Duro         | Isabella Holland         | 6–1, 6–2           |
| Campeã      | 5.     | 28 de novembro de 2010 | Traralgon, Austrália                                       | Duro         | Sacha Jones              | 2–6, 7–5, 7–6(7–4) |
| Vice-campeã | 1.     | 15 de julho de 2012    | Waterloo, Canadá                                           | Terra Batida | Sharon Fichman           | 6–3, 6–2           |
| Campeã      | 6.     | 29 de julho de 2012    | Lexington, Estados Unidos da América                       | Duro         | Johanna Konta            | 6–3, 6–0           |
| Campeã      | 7.     | 24 de março de 2013    | Innisbrook Resort and Golf Club, Estados Unidos da América | Terra Batida | Patricia Mayr-Achleitner | 2–6, 6–0, 6–4      |
| Campeã      | 8.     | 7 de julho de 2013     | Waterloo, Canadá                                           | Terra Batida | Gabriela Dabrowski       | 6–1, 6–3           |
| Campeã      | 9.     | 2 de junho de 2018     | Hua Hin, [[Tailândia]                                      | Duro         | Alexandra Bozovic        | 6–2, 6–2           |
| Vice-campeã | 2.     | 9 de junho 2018        | Hua Hin, Tailândia                                         | Duro         | Victoria Rodríguez       | 4-6, 1-6           |
| Campeã      | 10.    | 16 de junho de 2018    | Singapura                                                  | Duro         | Risa Ozaki               | 1–6, 6–1, 6-4      |
| Vice-campeã | 3.     | 14 de julho de 2018    | Winnipeg, Canadá                                           | Duro         | Rebecca Marino           | 6–7(3–7), 6–7(4–7) |
| Campeã      | 11.    | 29 de julho de 2018    | Granby, Canadá                                             | Duro         | Arina Rodionova          | 6–4, 6–3           |

### Duplas: 32 (14–18)
| Legenda           |
| ----------------- |
| $100,000 torneios |
| $75,000 torneios  |
| $50,000 torneios  |
| $25,000 torneios  |
| $10,000 torneios  |

| Finais pela superfície |
| ---------------------- |
| Duro (8–9)             |
| Terra Batida (6–8)     |
| Grama (0–1)            |
| Carpete (0–0)          |

| Resultado    | Número | Data                    | Torneio                               | Superfície   | Companheira        | Oponentes                                 | Resultado (jogos)     |
| Vice-campeãs | 1.     | 11 de novembro de 2007  | Mallorca, Espanha                     | Terra Batida | Charlene Vanneste  | Marina Melnikova Sylwia Zagórska          | 6–4, 6–4              |
| Vice-campeãs | 2.     | 24 de novembro de 2007  | Ramat HaSharon, Israel                | Duro         | Keren Shlomo       | Iryna Kurianovic Mika Urbančič            | 6–4, 6–1              |
| Campeãs      | 1.     | 17 de fevereiro de 2008 | Albufeira, Portugal                   | Duro         | Marina Melnikova   | Martina Babáková Elena Chalova            | 6–3, 0–6, [11–9]      |
| Campeãs      | 2.     | 23 de março de 2008     | Porto Rafti, Grécia                   | Duro         | Dominice Ripoll    | Nicole Clerico Mika Urbančič              | 1–6, 7–5, [10–7]      |
| Campeãs      | 3.     | 24 de maio de 2008      | Ra'anana, Israel                      | Duro         | Manana Shapakidze  | Chen Astrogo Marcella Koek                | 7–5, 6–7(5–7), [10–6] |
| Vice-campeãs | 3.     | 14 de setembro de 2008  | Sarajevo, Bósnia Herzegovina          | Terra Batida | Çağla Büyükakçay   | Alberta Brianti Polona Hercog             | 6–4, 7–5              |
| Campeãs      | 4.     | 29 de maio de 2010      | Ra'anana, Israel                      | Duro         | Keren Shlomo       | Efrat Mishor Anna Rapoport                | 3–6, 7–6(8–6), [10–3] |
| Vice-campeãs | 4.     | 26 de junho de 2010     | Kristinehamn, Suécia                  | Terra Batida | Pemra Özgen        | Mervana Jugić-Salkić Emma Laine           | 6–2, 6–3              |
| Campeãs      | 5.     | 18 de julho de 2010     | Atlanta, Estados Unidos da América    | Duro         | Kristy Frilling    | Irina Falconi Maria Sanchez               | 6–2, 2–6, [10–7]      |
| Campeãs      | 6.     | 23 de outubro de 2010   | Akko, Israel                          | Duro         | Janina Toljan      | Gally De Wael Zuzana Linhová              | 6–2, 6–2              |
| Vice-campeãs | 5.     | 29 de outubro de 2011   | Netanya, Israel                       | Duro         | Nicole Clerico     | Çağla Büyükakçay Pemra Özgen              | 7–5, 6–3              |
| Vice-campeãs | 6.     | 29 de abril de 2012     | Charlottesville, United States        | Terra Batida | Elena Bovina       | Maria Sanchez Yasmin Schnack              | 6–2, 6–2              |
| Vice-campeãs | 7.     | 18 de maio de 2012      | Saint-Gaudens, França                 | Terra Batida | Naomi Broady       | Vesna Dolonc Irina Khromacheva            | 6–2, 6–0              |
| Vice-campeãs | 8.     | 29 de julho de 2012     | Lexington, Estados Unidos da América  | Duro         | Olivia Rogowska    | Shuko Aoyama Xu Yifan                     | 7–5, 6–7(4–7), [10–4] |
| Campeãs      | 7.     | 5 de agosto de 2012     | Vancouver, Canadá                     | Duro         | Olivia Rogowska    | Jacqueline Cako Natalie Pluskota          | 6–4, 5–7, [10–7]      |
| Campeãs      | 8.     | 18 de maio de 2013      | Saint-Gaudens, França                 | Terra Batida | Paula Ormaechea    | Stéphanie Dubois Kurumi Nara              | 7–5, 7–6(13–11)       |
| Vice-campeãs | 9.     | 15 de junho de 2013     | Nottingham, Reino Unido               | Grama        | Erika Sema         | Julie Coin Stéphanie Foretz Gacon         | 6–2, 6–4              |
| Vice-campeãs | 10.    | 27 de julho de 2013     | Lexington, Estados Unidos da América  | Duro         | Chanel Simmonds    | Nicha Lertpitaksinchai Peangtarn Plipuech | 7–6(7–5), 6–3         |
| Vice-campeãs | 11.    | 4 de maio de 2014       | Wiesbaden, Alemanha                   | Terra Batida | Mandy Minella      | Viktorija Golubic Diāna Marcinkēviča      | 6–4, 6–3              |
| Vice-campeãs | 12.    | 12 de abril de 2015     | Medellín, Colômbia                    | Terra Batida | Mariana Duque      | Lourdes Domínguez Lino Mandy Minella      | 5–7, 6–4, [5–10]      |
| Campeãs      | 9.     | 15 de maio de 2015      | Saint-Gaudens, França                 | Terra Batida | Mariana Duque      | Beatriz Haddad Maia Nicole Melichar       | 1–6, 7–6(7–5), [10–4] |
| Vice-campeãs | 13.    | 7 de novembro de 2015   | Waco, Estados Unidos da América       | Duro         | Rebecca Peterson   | Vania King Nicole Gibbs                   | 4–6, 4–6              |
| Campeãs      | 10.    | 15 de novembro de 2015  | Scottsdale, Estados Unidos da América | Duro         | Rebecca Peterson   | Viktorija Golubic Stephanie Vogt          | 4–6, 7–5, [10–6]      |
| Campeãs      | 11.    | 8 de maio de 2016       | Indian Harbour Beach, United States   | Terra Batida | Alexandra Panova   | Jessica Pegula Maria Sanchez              | 7–5, 6–4              |
| Vice-campeãs | 14.    | 6 de agosto de 2016     | Granby, Canadá                        | Duro         | Olga Govortsova    | Jamie Loeb An-Sophie Mestach              | 4–6, 4–6              |
| Vice-campeãs | 15.    | 1 de outubro de 2016    | Brisbane, Austrália                   | Duro         | Liu Fangzhou       | Naiktha Bains Abigail Tere-Apisah         | 7–6(7–4), 2–6, [3–10] |
| Campeãs      | 12.    | 1 de abril de 2017      | Mornington, Austrália                 | Terra Batida | Barbora Krejčíková | Jessica Moore Varatchaya Wongteanchai     | 6–4, 2–6, [11–9]      |
| Vice-campeãs | 16.    | 6 de maio de 2017       | Gifu, Japão                           | Duro         | Katy Dunne         | Eri Hozumi Miyu Kato                      | 4–6, 2–6              |
| Campeãs      | 13.    | 3 de junho de 2017      | Grado, Itália                         | Terra Batida | Priscilla Hon      | Tereza Mrdeža Conny Perrin                | 7–5, 6–2              |
| Campeãs      | 14.    | 10 de junho de 2017     | Brescia, Itália                       | Terra Batida | Priscilla Hon      | Montserrat González Ilona Kremen          | 2–6, 7–6(7–4), [10–8] |
| Vice-campeãs | 17.    | 16 de junho de 2017     | Barcelona, Espanha                    | Terra Batida | Priscilla Hon      | Montserrat González Sílvia Soler Espinosa | 4–6, 3–6              |
| Vice-campeãs | 18.    | 14 de juho de 2018      | Winnipeg, Canadá                      | Duro         | Sanaz Marand       | Akiko Omae Victoria Rodríguez             | 6–7(2–7), 3–6         |